# Aquilegia aurea
Aquilegia aurea är en ranunkelväxtart som beskrevs av Victor von Janka. Aquilegia aurea ingår i släktet aklejor, och familjen ranunkelväxter. Inga underarter finns listade i Catalogue of Life.